# Вуаль

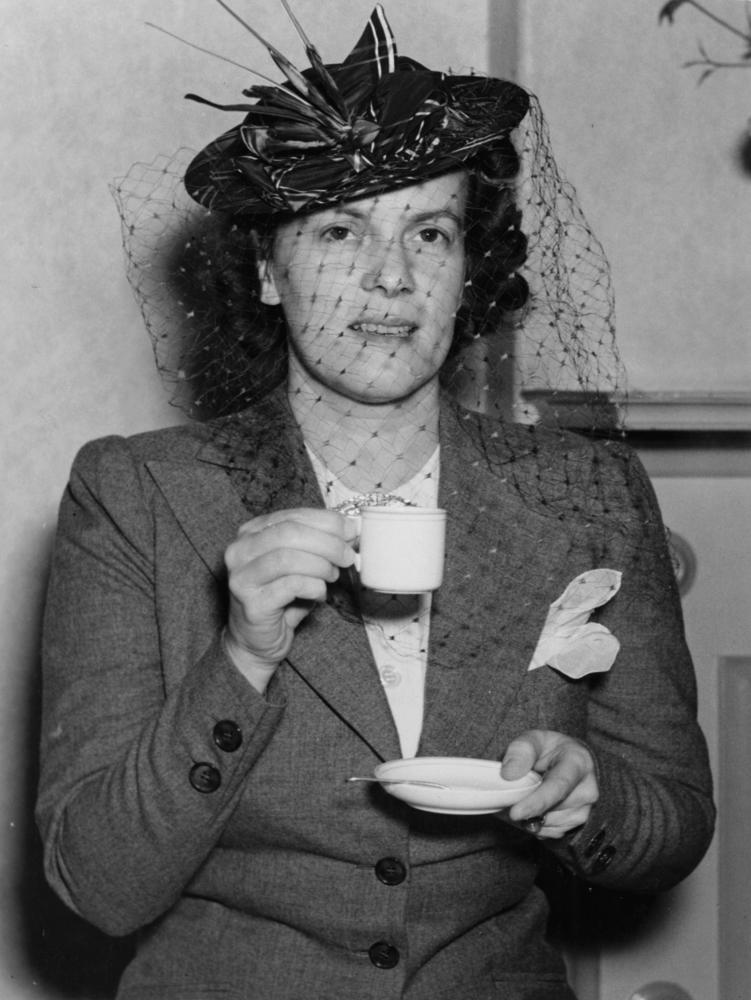
Дружина співака Річарда Крукса в капелюшку з вуалеткою, 1939

Вуа́ль або серпа́нок (фр. voile — «покривало», «завіса») — жіночий головний убір, який частково або повністю закриває обличчя. У давнину вуалі використовувалися для позначення класового чи релігійного статусу, в сучасному світі — як прикрасу для капелюха або зачіски.
В українській мові словом «вуаль» зазвичай називають прозору тканину або сітку, закріплену на жіночому капелюшку, щоб закривати обличчя (у французькій й англійській мовах вона знана як voilette, а словами voile, veil називають жіночі покривала).

## Вуаль на капелюшку
Вуаль на капелюшку (вуалетку) зазвичай роблять з напівпрозорої тканини, мережива, часто у вигляді сітки.

## Різновиди
- Різновидом вуалі є фата, що символізує чистоту нареченої.